# Boros Ferenc (lelkész)
Boros Ferenc (Nagyvárad, 1908. április 3. – Nagyvárad, 1963. június 30.) református lelkész, író, költő, műfordító.

## Életútja
A nagyváradi Premontrei Főgimnázium, majd a Gojdu Líceum után a kolozsvári református teológián végezte tanulmányait 1930-ban. Diákkorában a nagyváradi Bethlen Gábor irodalmi önképzőkör elnöke, írásai az Ifjú Erdély c. folyóiratban jelentek meg. A Teológia elvégzése után segédlelkészként szolgált Bihar és Szatmár megyei egyházközségekben (Börvely, Hegyközkovácsi, Belényes-Sonkolyos, Királydaróc, Nagyvárad-Olaszi). 1933-tól parókus lelkész a Bihar megyei Gyanta községben, ahonnan szülei is származtak. Lelkészi tevékenysége mellett írói munkásságot folytatott, Túl a falon c. novellája elnyerte az Aradon kiadott Havi szemle c. folyóirat novellapályázatának első díját (1944 augusztus).
A második világháború végén, 1944. szeptember 24-én Leonard Mociulsky tábornok, az Észak-Erdély felé nyomuló román hadtest főparancsnoka parancsot adott a Dél-Erdélyhez tartozó magyar község lakosainak kiirtására, a falu felégetésére, amiért szívélyesen fogadták a visszavonuló magyar katonákat. Negyvenkét embert kivégeztek, a gyújtogatást a parókián kezdték, amely porig égett, megsemmisült az egyház irattára és a kegyszerei, a lelkészi család teljes vagyona. Boros Ferenc ezalatt egy munkatáborban raboskodott, a bihari hegyekben. Felesége és két gyermeke, Mária és Zoltán a falu román orvosánál vészelte át a gyilkolást. Később a hazatért Boros Ferenc a Presbitériumi jegyzőkönyvben részletesen leírta a történteket, amelyeket a Fekete vasárnap c. dokumentumfilmben 49 évvel később fia, Boros Zoltán örökített meg. A lelkész családja a kántorlakban húzta meg magát, a falusiak által összeadott bútorok közt. A pénzbeváltáskor a parókia újjáépítésére összegyűjtött pénz is elveszett.
A berendezkedő román kommunista hatalom előbb a beszolgáltatási kötelezettség megduplázásával sanyargatta a legyengült egyházközséget, majd újságcikkekkel, vádaskodásokkal ellehetetlenítette a lelkészt. A nagyváradi Új Élet napilap három cikkében (1948/38, 42, 44) megvádolt pap úgymond elvonja a falusi fiatalokat a kommunista ifjúsági szövetség munkájától és nem engedi, - püspöki körlevélre hivatkozva - ,hogy a Magyar Népi Szövetség az egyházhoz tartozó iskolában tartson gyűléseket. Az őszi búzavetésnek vetőmag híján való elmulasztásáért Boros Ferencet letartóztatták és egy hétig tartották börtönben, majd pénzbüntetést kapott. Szabadulása után megpróbált az egyházkerületben más parókiát megpályázni, de sikertelenül. Kórházi kezelésre szorult, majd 1949-ben lemondott lelkészi állásáról. Felesége, szül. Winkler Mária a családjától örökölt vagyonból Nagyváradon vásárolt házat, és odaköltöztek.
Tanárként, újságíróként próbált elhelyezkedni, írásaiból, műfordításból tartotta fenn magát. 1950-től irodalmi titkár és fordító a nagyváradi Fáklya c. napilapnál, majd nyomdai korrektor. Novellái jelentek meg az Utunkban és antológiákban. Vásárfia c. elbeszélését 1949-ben az Állami Könyvkiadó önálló füzetben jelentette meg, dicsérő kritikát kap (Romániai Magyar Szó, 1949. február 6.).
1963-ban megbetegedett, és több heti szenvedés után, június 30-án hunyt el. Ion Istrati, Cezar Petrescu, Ion Ghica írásaiból fordított magyarra (1952-ben Balogh András néven, majd saját neve alatt), románból tolmácsolt alkalmi színműveket a nagyváradi Népi Alkotások Háza műkedvelőinek, s a színház számára elkészítette Alexandru Ion Ștefănescu Camera fierbinte (Forró kamra) című darabjának magyar fordítását.

## Művei

### Novella
- Túl a falon. (Havi szemle, 1944. augusztus)
- Vásárfia. (Utunk, Kolozsvár, 1947. március 15., 26 elbeszélő válogatott novellája, Állami könyvkiadó, Bukarest, 1949)
- Nagymosás. (Utunk, Kolozsvár, 1948. január 10.)
- Kéziratban: Itthon, Vita az ököllel, Zárás után, Bombatéma, Az utolsó cseléd, Kísértetek, Az első nap, Ahasvér az ajtó előtt, Árverés, Utolsó jelenés.

### Regény
- A fekete rozsda. (kézirat)

### Színmű
- Az én vérem, Két élet, Családi fészek, Tréfa. (kézirat)

### Esszé, tanulmány
- A kupola alatt. Johann Schöpf festőművész nagyváradi évei (Utunk, Kolozsvár, 1969. február 7, 14, 28)
- A nagyváradi Fáklya napilap részére: Szacsvay István, Hitelesség és realizmus, Levél emberi dolgokról, Arany János, a zeneköltő, Mihail Emiescu
- Kézirat: Kultúrtörténeti barangolás a barokk Nagyváradon. (1952), Adalékok a nagyváradi református egyház történetéhez.

### Műfordítás
- Cezar Petrescu: Sötét évek/Intunecare. (Állami irodalmi és Művészeti Kiadó, Bukarest, 1957, Második kiadás 1964)
- Cezar Petrescu: Az apostol/Apostol. (Állami irodalmi és Művészeti Kiadó, Bukarest, 1959)
- Ion A. Basarabescu: Hajtányon/Pe drezină), Amíg folyik a szertartás/Cît ține liturghia), Otthon/Acasă), Slatina felé/Spre Slatina. (A román irodalom kis tükre III. kötet. Irodalmi könyvkiadó, Bukarest, 1963)
- A. I. Stefanescu: A forró kamra/Camera fierbinte a nagyváradi Állami Színház részére
- Ion Istrati: Jó úton/Bucurie. (Állami Irodalmi és Művészeti Kiadó Bukarest, 1952 (Balogh András néven)
- Ion Ghica: Hajdani erkölcsök/Scrieri alese. (Ifjúsági Könyvkiadó, Bukarest, 1963)

- Számos verse maradt kéziratban.[1]

## Külső hivatkozások
- Fekete vasárnap. Dokumentumfilm a gyantai vérengzésről.[2]
- Boros Ferenc novellái.[3]